# Les Quatre Cents Coups
Les Quatre Cents Coups is een Franse dramafilm uit 1959 onder regie van François Truffaut. Het is een van de sleutelfilms van de Franse nouvelle vague. Bovendien is het de eerste film uit Truffauts Doinel-cyclus waarin diens lievelingsacteur Jean-Pierre Léaud gestalte geeft aan Antoine Doinel.

## Verhaal
De jonge Antoine Doinel groeit op in armoedige en liefdeloze omstandigheden bij zijn moeder en stiefvader. Op school staat hij bekend als roervink. Als hij samen met een medescholier de schrijfmachine van zijn stiefvader steelt om ze te verkopen in een pandjeshuis, halen zijn ouders de politie erbij. Later stemmen ze er ook mee in om Antoine naar een tuchthuis te sturen. Antoine vlucht uiteindelijk weg uit het instituut.

## Rolverdeling
| Acteur             | Personage              |
| ------------------ | ---------------------- |
| Jean-Pierre Léaud  | Antoine Doinel         |
| Claire Maurier     | Gilberte Doinel        |
| Albert Rémy        | Julien Doinel          |
| Patrick Auffay     | René Bigeye            |
| Guy Decomble       | Leraar Frans           |
| Georges Flamant    | Bigeye                 |
| Yvonne Claudie     | Moeder van René Bigeye |
| Robert Beauvais    | Schoolhoofd            |
| Pierre Repp        | Leraar Engels          |
| Jacques Monod      | Commissaris            |
| Claude Mansard     | Onderzoeksrechter      |
| Henri Virlojeux    | Nachtwachter           |
| Richard Kanaian    | Abbou                  |
| Jeanne Moreau      | Jonge vrouw met hondje |
| Jean-Claude Brialy | Voorbijganger          |